# Ablerus perspeciosus
Ablerus perspeciosus är en stekelart som beskrevs av Girault 1916. Ablerus perspeciosus ingår i släktet Ablerus och familjen växtlussteklar. Inga underarter finns listade i Catalogue of Life.